# 롱마이어
《롱마이어》(영어: Longmire)는 2012년부터 2017년까지 방영된 미국의 범죄 드라마이다.